# ふーみん
ふーみん（1984年7月17日 - ）は、日本のお笑いタレント。本名、大野 文弥（おおの ふみや）。岐阜県岐阜市出身。フリーランス。

## 略歴・概説
東京NSC10期生。最初は「L・ジャクソン」というコンビで東京吉本に所属しており、当時の相方は現うるとらブギーズの佐々木崇博。その後オスカープロモーションに移籍、2010年10月より小林旭と「かんがるー」というコンビで活動していたが、2016年に解散してピンで活動をしている。
『あらびき団』（TBS）の特番『朝まであらびき団スペシャル あら-1グランプリ2017』（2017年12月29日放送）で優勝。『明石家地下王国』（TBS）で「地下芸人」100人という厳しい環境の中で、トリをつとめた。
2019年5月にオスカーのお笑い事業部撤退のためフリーに転身し、11月にタッチアップエンターテインメント（旧2TOUCH）への所属を発表。俳優中心の事務所でお笑い芸人としては初めての所属だったが、2021年3月にタレント部門が撤退し再びフリーになる。

## 芸風
主なネタには『奥歯をガタガタ言わせ節』という節に合わせてケツの穴と口に見立てた小道具に腕を入れる漫談や、『クフ王』という古代エジプト風の王様に扮したネタがある(クフ王を思いついたのは世界ふしぎ発見を見ている時に、番組内でクフ王の名前が連呼されていたところから思いついたとされる（本人談）)。段ボールに入り「空海！」と叫ぶネタもある。

## 出演

### テレビ
- あらびき団オールナイト祭!（TBS、2016年12月28日）[2]
- ウチのガヤがすみません!（日本テレビ）[5]
- 明石家地下王国（TBS、2017年7月12日）
- 有田ジェネレーション（TBS、2017年12月21日）[4]
- 朝まであらびき団スペシャル あら-1グランプリ2017（TBS、2017年12月29日）

### ウェブテレビ
- カンニング竹山の土曜The NIGHT#63～行き場を失った芸人たち～（2019年5月19日[6]、AbemaTV）
- チャンスの時間（2019年6月12日[7]、AbemaTV）
- バラエティ開拓バラエティ 日村がゆく（2019年7月3日、AbemaTV）- 小道具多い-1グランプリ[8]